# Исмаилов, Ильяс Аббас оглы
Ильяс Аббас оглы Исмаилов (азерб. İlyas Abbas oğlu İsmayılov; 20 марта 1938, Товуз — 17 февраля 2025, Баку) — азербайджанский государственный и политический деятель. Депутат Милли Меджлиса Азербайджана III, IV созывов. Прокурор Азербайджанской ССР (1985—1990). Министр юстиции Азербайджана (1992—1995). Доктор юридических наук, профессор.

## Биография
Родился 20 марта 1938 года в Товузском районе. В 1955 году окончил Товузскую городскую среднюю школу имени А. С. Пушкина.
В 1962 году окончил юридический факультет Азербайджанского государственного университета. В 1963 году поступил в аспирантуру Ленинградского государственного университета на кафедру уголовного права, где в 1966 году защитил диссертацию на соискание ученой степени кандидата юридических наук.
С 1966 по 1970 — младший, старший научный сотрудник Института философии и права Академии Наук Азербайджана.
С 1970 по 1972 — помощник Прокурора республики.
С 1972 по 1978 — инструктор отдела административных органов ЦК КП Азербайджана.
С 1978 по 1985 — заместитель Прокурора республики.
С 1985 по 1990 — Прокурор Азербайджанской ССР.
С сентября 1990 года по январь 1992 года работал начальником отдела прокуратуры Москвы.
С 1992 года возглавлял общественное движение «За демократические реформы в Азербайджанской Республике».
С 8 апреля 1992 по 13 января 1995 — министр юстиции Азербайджана.
Автор восьми монографий и брошюр, более 200 научных и публицистических работ.
В 1995 году вместе со своими сторонниками создал Партию справедливости Азербайджана. 30 марта 1996 года на объединительном съезде Демократической партии Азербайджана и Партии справедливости был избран председателем. 6 ноября 2000 года вновь покинул объединение и со своими сторонниками занялся восстановлением Партии справедливости. 2 июля 2001 года был избран председателем Партии справедливости.
13 мая 2006 года избран депутатом Национального собрания Азербайджана по 106-му Товуз-Газах-Агстафинскому избирательному округу. Являлся членом постоянной комиссии Милли Меджлиса по правам человека. Являлся членом рабочих групп по межпарламентским связям Азербайджан — Федеративная Республика Германия, Азербайджан — Соединённые Штаты Америки, Азербайджан — Италия, Азербайджан — Латвия, Азербайджан — Россия и Комитета парламентского сотрудничества Европейского Союза и Азербайджана.
В 2010 году переизбран в Национальное собрание IV созыва.
Умер 17 февраля 2025 года в Баку из-за полиорганной недостаточности в возрасте 86 лет. Похоронен в Нардаране.

## Награды
- Орден Дружбы народов.